# 小松郵便局 (石川県)
小松郵便局（こまつゆうびんきょく）は、石川県小松市にある郵便局。民営化前の分類では集配普通郵便局であった。

## 概要
住所：〒923-8799 石川県小松市園町ハ128-1

### 分室
分室はなし。かつて存在した分室は以下のとおり。
- 保険分室 - 1951年（昭和26年）に廃止。

## 沿革
- 1872年8月4日（明治5年7月1日） - 小松郵便取扱所として、京町99番地に開設。
- 1875年（明治8年）1月1日 - 小松郵便局（五等）となる[1]。
- 1876年（明治9年） - 為替取扱を開始。
- 1878年（明治11年） - 貯金取扱を開始。
- 1891年（明治24年）3月21日 - 小松郵便電信局となる。
- 1903年（明治36年）4月1日 - 通信官署官制の施行に伴い小松郵便局となる。
- 1924年（大正13年）7月1日 - 等級を三等から二等に改定[2]。
- 1933年（昭和8年）10月1日 - 能美郡小松町字土居原町に保険分室を設置[3]。
- 1940年（昭和15年）9月1日 - 保険分室を能美郡小松町大字西町に移転[4]。
- 1948年（昭和23年）7月1日 - 御幸郵便局から集配業務の一部を移管。
- 1951年（昭和26年）8月19日 - 保険分室を廃止[5]。
- 1956年（昭和31年）10月1日 - 電話通話および和文電報受付事務の取扱を開始。
- 1957年（昭和32年）9月1日 - 安宅郵便局、御幸郵便局、中海郵便局から集配業務を移管。
- 1970年（昭和45年）3月 - 局舎落成。
- 1991年（平成3年）10月1日 - 外国通貨の両替および旅行小切手の売買に関する業務取扱を開始。
- 2006年（平成18年）10月10日 - 金野（かねの）郵便局および粟津（あわづ）郵便局からそれぞれ「923-01xx」「923-03xx」区域の集配業務を移管[6]。
- 2007年（平成19年）10月1日 - 民営化に伴い、併設された郵便事業小松支店に一部業務を移管。
- 2012年（平成24年）10月1日 - 日本郵便株式会社発足に伴い、郵便事業小松支店を小松郵便局に統合。
- 2015年（平成27年）10月13日 - 寺井郵便局および根上郵便局からそれぞれ「923-11xx」「929-01xx」区域の集配業務を移管。

## 取扱内容
- 郵便、印紙、ゆうパック、内容証明
- 貯金、為替、振替、振込、国際送金、外貨両替・トラベラーズチェック、国債、投資信託
- 生命保険、バイク自賠責保険、自動車保険、変額年金保険
- ゆうちょ銀行ATM
- 「923-00xx」「923-01xx」「923-03xx」「923-08xx」「923-09xx」区域（小松市の全域）、「923-11xx」「929-01xx」区域（能美市（旧能美郡根上町、寺井町域））の集配業務
- ゆうゆう窓口

## 周辺
- 石川県小松合同庁舎
- サイエンスヒルズこまつ
- アル・プラザ小松
- 小松村田製作所
- 国道8号
- 国道305号

## アクセス
- 北陸新幹線・IRいしかわ鉄道線 小松駅から北東へ800m（徒歩約16分）
- 小松バス 小松東口停留所、もしくは小松市内循環バス 平和堂前停留所下車
- 北陸自動車道 小松ICから南東へ約3.5km
- 国道360号沿い
- 駐車場あり：50台